# Luoqiu (ort i Kina, Sichuan Sheng, lat 31,36, long 100,58)
Luoqiu (kinesiska: 洛秋, 洛秋乡) är en ort i Kina. Den ligger i provinsen Sichuan, i den sydvästra delen av landet, omkring 340 kilometer väster om provinshuvudstaden Chengdu. Antalet invånare är 2 081. Befolkningen består av 991 kvinnor och 1 090 män. Barn under 15 år utgör 29,0 %, vuxna 15-64 år 63 %, och äldre över 65 år 7,0 %.
Runt Luoqiu är det glesbefolkat, med 8 invånare per kvadratkilometer. Det finns inga andra samhällen i närheten. Trakten runt Luoqiu består i huvudsak av gräsmarker.
Genomsnittlig årsnederbörd är 920 millimeter. Den regnigaste månaden är juni, med i genomsnitt 233 mm nederbörd, och den torraste är december, med 2 mm nederbörd.